# Stiglbach
Der Stiglbach – seltener wird auch das Toponym Haselstauderbach verwendet – ist ein  fast 8 Kilometer langer rechter Zufluss des Fußenauer Kanals und er ist der längste Bach in Dornbirn-Haselstauden.

## Etymologie
Der Stiglbach lag direkt an den ersten Haselstauder Siedlungen. Diese wurden lange Zeit als „Stiglingen“ bezeichnet, der Name Haselstauden setzte sich erst mehrere Jahrhunderte später durch. Der Fluss erbte seinen Namen demnach von der Siedlungsbezeichnung.
Stiglingen bedeutet mit großer Wahrscheinlichkeit „das an der Stiege gelegene“. Es ist davon auszugehen, dass sich „Stiege“ auf das hügelige Terrain um den Fluss herum bezieht.

## Geographie

### Verlauf

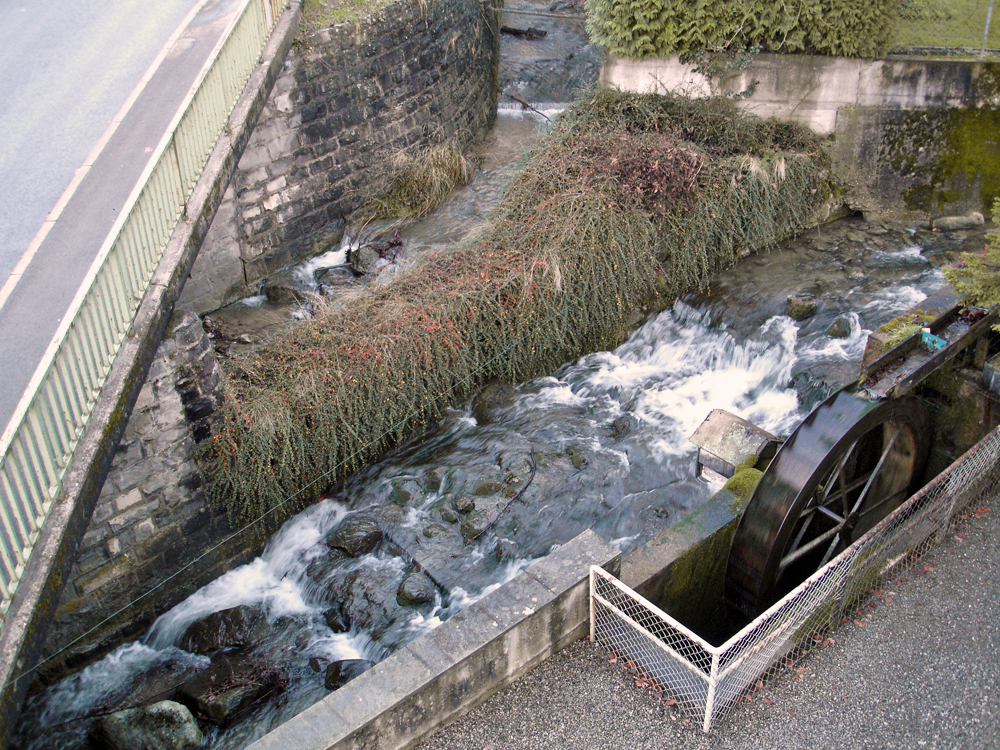
Im nordöstlichen Siedlungsgebiet verschmilzt der Stiglbach zu einem Fluss.

Der Stiglbach hat zahlreiche Quellen. Die südöstlichsten und höchstgelegenen Quellen entspringen in den Fallenberger Wäldern, nahe der Parzelle Fohramoos, auf etwa 1180 Höhenmetern. Die nördlichsten Quelle entspringen in den Haselstauder Bergparzellen Heilgereuthe und Kalben. Weitere bedeutende Quellen gibt es in den Parzellen Stüben und Hohlen sowie auf dem Nackkopf.
In der Folge bilden sich zwei Hauptflüsse, den oberen und unteren Stiglbach, heraus. Beide Flüsse fließen westwärts, wo sie sich am nordöstlichen Rand des Haselstauder Kerngebiets vereinen. Von dort fließt er ohne größere Richtungsänderungen durch Haselstauden und den Bezirk Rohrbach. Dort mündet er in den Fußenauer Kanal, einen Zufluss der Dornbirner Ach.
Der Stiglbach fließt am nördlichen Rand des Haselstauder Siedlungsgebiets, nur im Osten des Haselstauder Kerngebiets gibt es noch größere Häuseransammlungen, die über dem Stiglbach liegen. Die Hauptstraße Stiglingen verbindet den Autobahnanschluss Dornbirn-Nord mit dem Bregenzerwald. Sie wurde direkt unter dem Fluss errichtet und führt durch das gesamte nördliche Haselstauden.
Von seiner östlichsten Quelle bis zur Mündung im Fußenauer Kanal hat der Stiglbach eine Länge von etwa 7.700 Metern.

### Zuflüsse
(Vom Ursprung bis zur Mündung mit Namen und Seite. Namen und Längen (auf eine Nachkommastelle gerundet) nach dem VorarlbergAtlas)
- Sägebach [8115060106] (rechts), 0,5 km
- Sägebach [8115060104] (links), 0,4 km
- Lumpertobelbach (links), 2,1 km
- Gruberbach (rechts), 0,7 km (mit Töbelebach 2,0 km)
- Klärgraben (links), 0,3 km
- Wiedengraben (links), 3,7 km

## Flora und Fauna

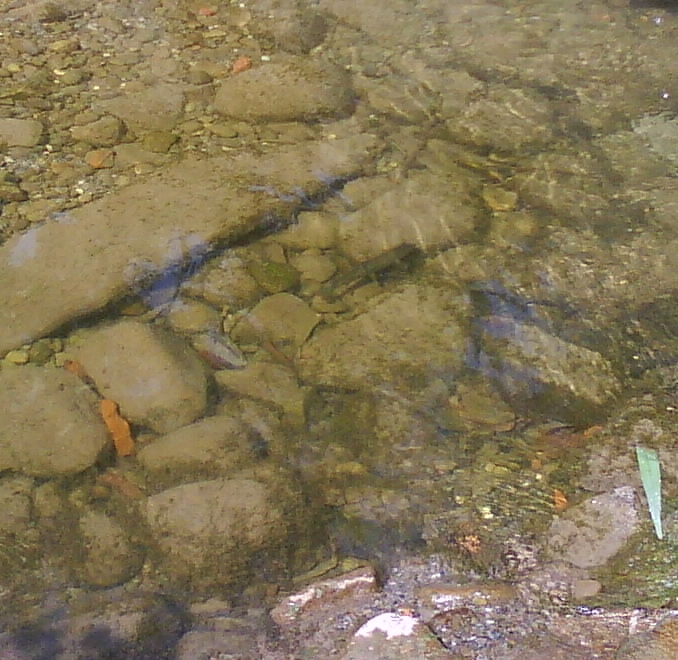
Ein Fisch (bildmittig) im regulierten Bereich des Stiglbachs.

Der Flusslauf wird bis auf einen kurzen Abschnitt in der Innenstadt fast durchgehend von Bäumen, Sträuchern und anderen Pflanzen gesäumt. Im Fluss selbst gibt es durchgängig Fischvorkommen.

## Bedeutung
1585 standen nach einem landesfürstlichen Rechnungsbuch in Dornbirn die Schnellenmüli am Stiglbach und die untere Mühle am Stiglbach in Verwendung. Noch bis vor etwa einem halben Jahrhundert wurde der Fluss zum Gerben verwendet. An der Stelle der ehemaligen Gerberei war bis 2015 ein altes Wasserrad zu sehen, das bis dahin noch in Betrieb war (siehe Bild).
Da sich der Fluss durch eine große Menge an Schmelzwasser oder Regenschauern schnell zu einem reißenden Strom verwandeln kann, wird er teilweise durch mehrere Meter hohe Betonbegrenzungen reguliert.